# Otto Glaus
Otto Glaus (* 17. Dezember 1914 in Uzwil; † 30. September 1996 in Zürich) war ein Schweizer Architekt, der unter anderem für stark skulpturale, in Sichtbeton gehaltene Bildungs-, Wohn- und Kultbauten bekannt geworden ist. Er war Mitgründer der Vereinigung Schweizer Innenarchitekten und Innenarchitektinnen.

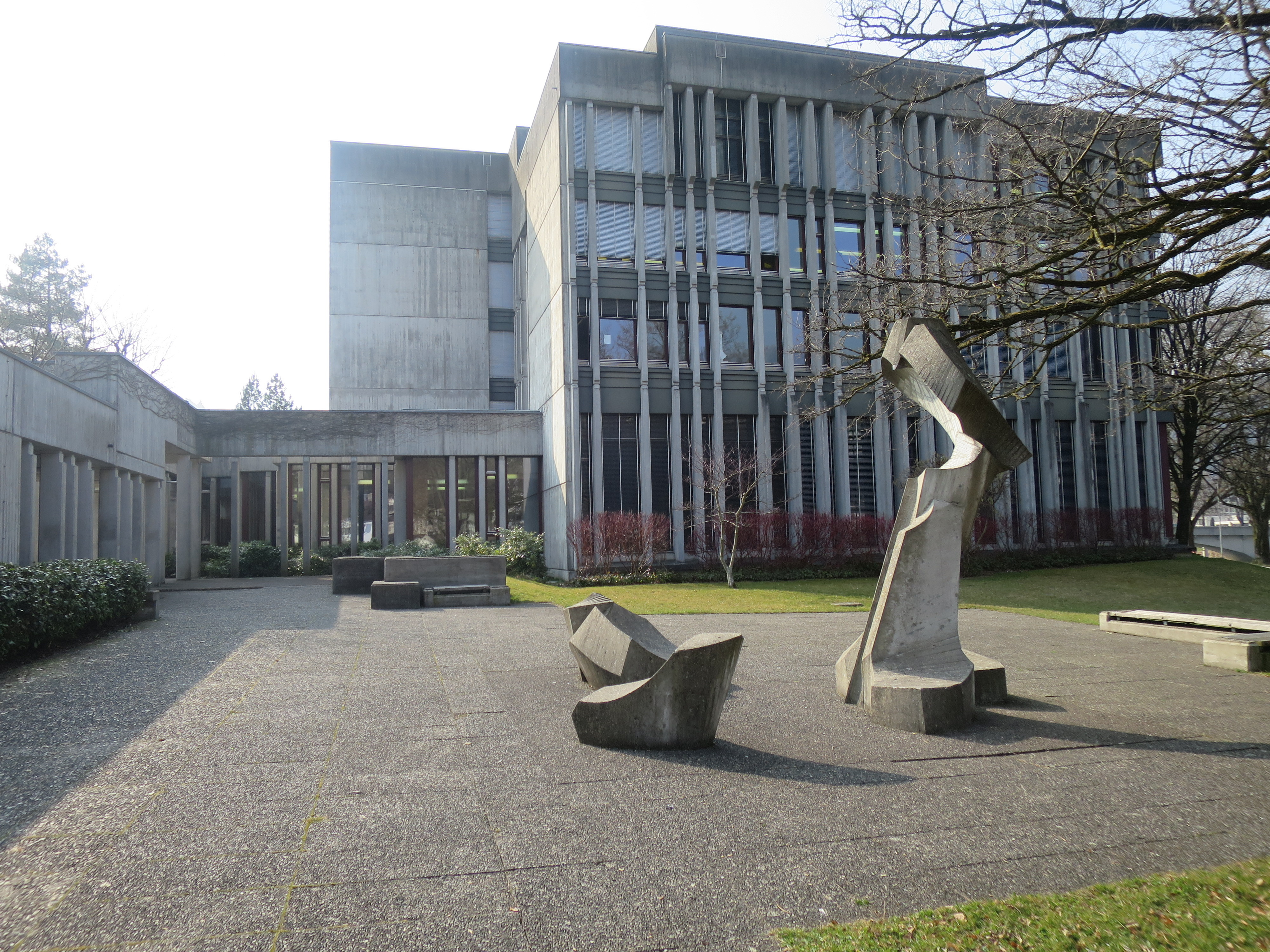
Kantonsschule Wattwil

## Biografie

### Familie, Ausbildung, frühe Berufstätigkeit
Der im appenzellerischen Heiden aufgewachsene Glaus stammte aus einer Bauern- und Wirtefamilie. Er erlernte zunächst in Arosa den Beruf des Tapezierers und arbeitete dann zwei Jahre in Basel als Handwerker, bevor er 1936 ein Studium der Innenarchitektur an der Kunstgewerbeschule begann. 1937 ging er auf Empfehlung seines Lehrers Wilhelm Kienzle nach Paris, um für gut ein Jahr bei Le Corbusier zu arbeiten. Auf dessen Vermittlung wurde Glaus Mitglied der CIAM. Zurück in der Schweiz arbeitete er als Bauleiter an verschiedenen Pavillons der Schweizerischen Landesausstellung 1939 in Zürich.
Gleichzeitig machte er die Matura. Zum Architekturstudium kam er so verhältnismässig spät, er studierte von 1941 bis 1945 an der ETH Zürich mit Diplom bei Hans Hofmann. Während des Studiums führte Glaus ein gemeinsames Büro mit dem Zentralschweizer Oskar Burri, der ebenfalls als ausgebildeter Handwerker und bei Le Corbusier gewesen war und nun als Fachhörer Vorlesungen an der ETH besuchte. Aus dieser Zusammenarbeit entstanden einfache, aber originelle Riegelhäuser und, in Zusammenarbeit mit Jacques Schader, der Gewinn des Wettbewerbs für die Zürcher Frauenklinik, ein Projekt, das schliesslich nicht realisiert wurde.

### Verschiedene Ateliers
1945, nach dem Ende ihrer Ausbildung, trennten sich die Wege und Glaus eröffnete sein eigenes Büro in Zürich. Im weiteren Verlauf arbeitete er immer wieder mit anderen zusammen – und unterhielt ab Mitte der 1950er Jahre teils nebeneinander mehrere Büros mit unterschiedlichen Architekten als Partnern: Seit 1952 das Zweigbüro in Heiden, 1954 bis 1993 zusammen mit Heribert Stadlin (1926–2012) Glaus & Stadlin in St. Gallen, von 1963 bis 1967 mit Hans-Ruedi Lienhard (1925–1974) Glaus & Lienhard. Ab 1971 bis 1987 gab es die Partnerschaft Glaus, Allemann und Partner (mit Bert Allemann (* 1923), Bringolf, Freiburghaus, Stünzi).

### Einfamilienhäuser
Zu Beginn seiner Karriere, als er unter anderem Zeitschriftenaufsätze seiner Vorstellungen vom Wohnen veröffentlichte, etwa für ein Jagdhaus und das Haus eines Sammlers ägyptischer Kunst, versuchte er unter anderem ein kleines Appenzellerhaus als Typenentwurf zu vermarkten, die Resonanz blieb jedoch aus. Ebenfalls im ersten Jahrzehnt seiner Berufstätigkeit folgten mehrere Einfamilienhäuser, etwa 1955 die herrschaftliche «Villa Stoffel» in Heerbrugg oder das «Haus Bernath», zwischen Weinreben in Thayngen. Sein letztes Einfamilienhaus entstand bereits 1961, das «Haus Monney» für einen Bildhauer mit grossem Atelier am Greifensee.

### Mehrfamilienhäuser, Geschäftshäuser
Glaus baute im Laufe seiner Karriere eine grosse Anzahl von Mehrfamilienhäusern, angefangen von zwei Häusern in Zürich. Der «Riesbacherhof» von 1954, ein Apartmenthaus für Alleinstehende, richtet die Mehrzahl aller Wohnräume geschickt zum Park, wo eine gefaltete Fassade die Orientierung vorgibt. Die Strassenseite bildet in ihrer Geschlossenheit eine Komposition von Ziegel-Elementen, die von Putzflächen gerahmt werden. 1955 entstand ein Wohn- und Geschäftshaus in der Dolderstrasse, dessen L-förmiger Baukörper durch horizontale Fassadenbänder gegliedert ist. Die Platzsituation, die sich durch den geplanten zweiten Bau ergeben hätte, konnte nicht realisiert werden. Wenig später entstanden der «Ankerhof» in Zürich von 1957, ein Stahlbetonskelettkubus, dessen Bandfassaden mit horizontal betonten Holzprofilen vor der Tragstruktur herlaufen, der «Palazzo Ferrari» im Tessin (Chiasso, 1957), bei dem ebenfalls die Fassade das strukturierende Element darstellt und die «City-Häuser» in St. Gallen, eine Komposition mehrerer parallel gestellter neungeschossiger Zeilen.

### Sakralbauten
Nach der katholischen Kirche in Meilen von 1951, einem basilikalen, einschiffigen Bau, dem Glaus 1969 einen stark skulpturalen Glockenturm hinzufügte, plante er 1953 die Kapelle Maria Himmelfahrt in Schwendi im Weisstannental.

### Landesplanung, grössere Baukomplexe
Glaus engagierte sich von Beginn seiner Karriere in der Landesplanung.

## Bauten

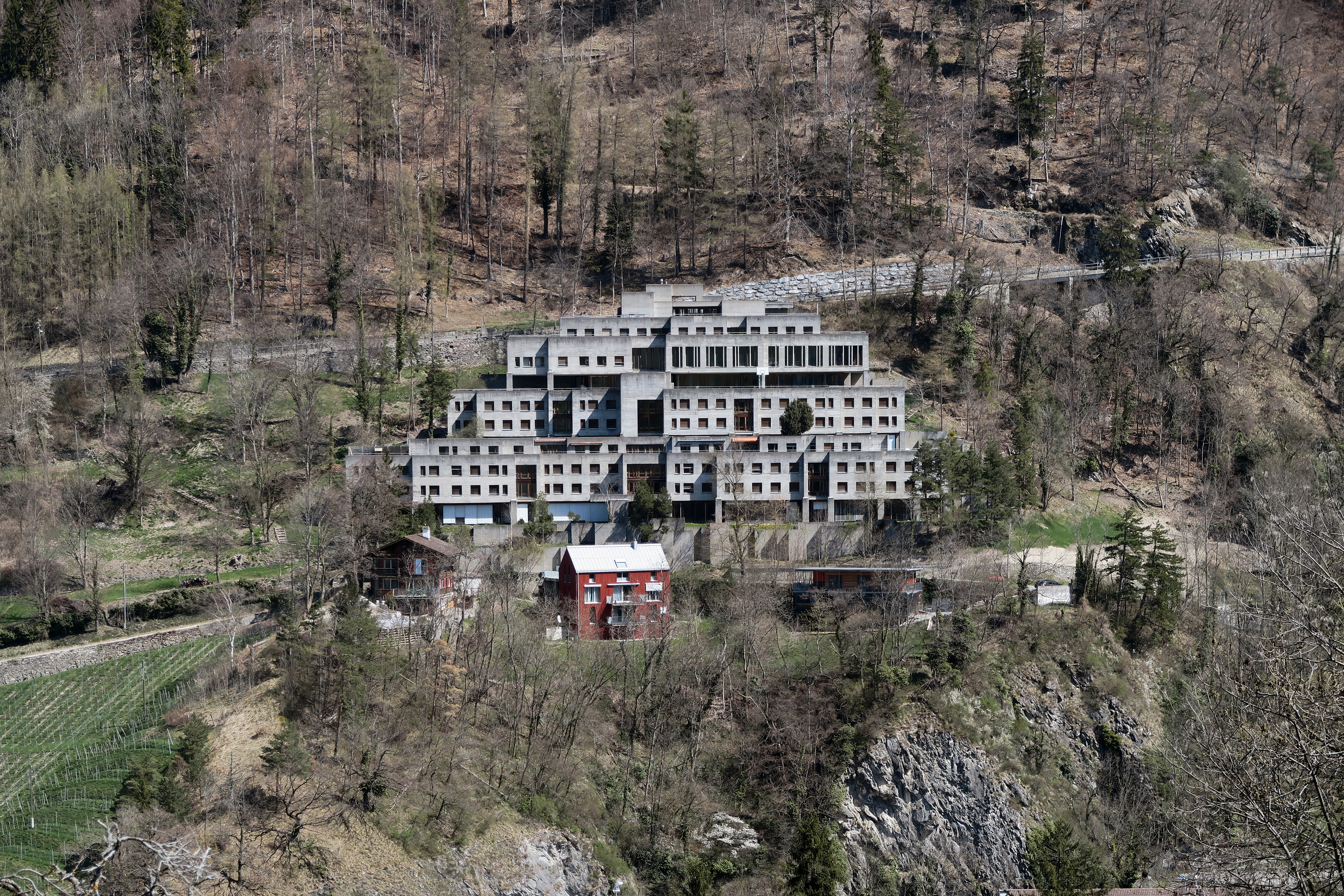
Konvikt der Bündner Kantonsschule, Chur

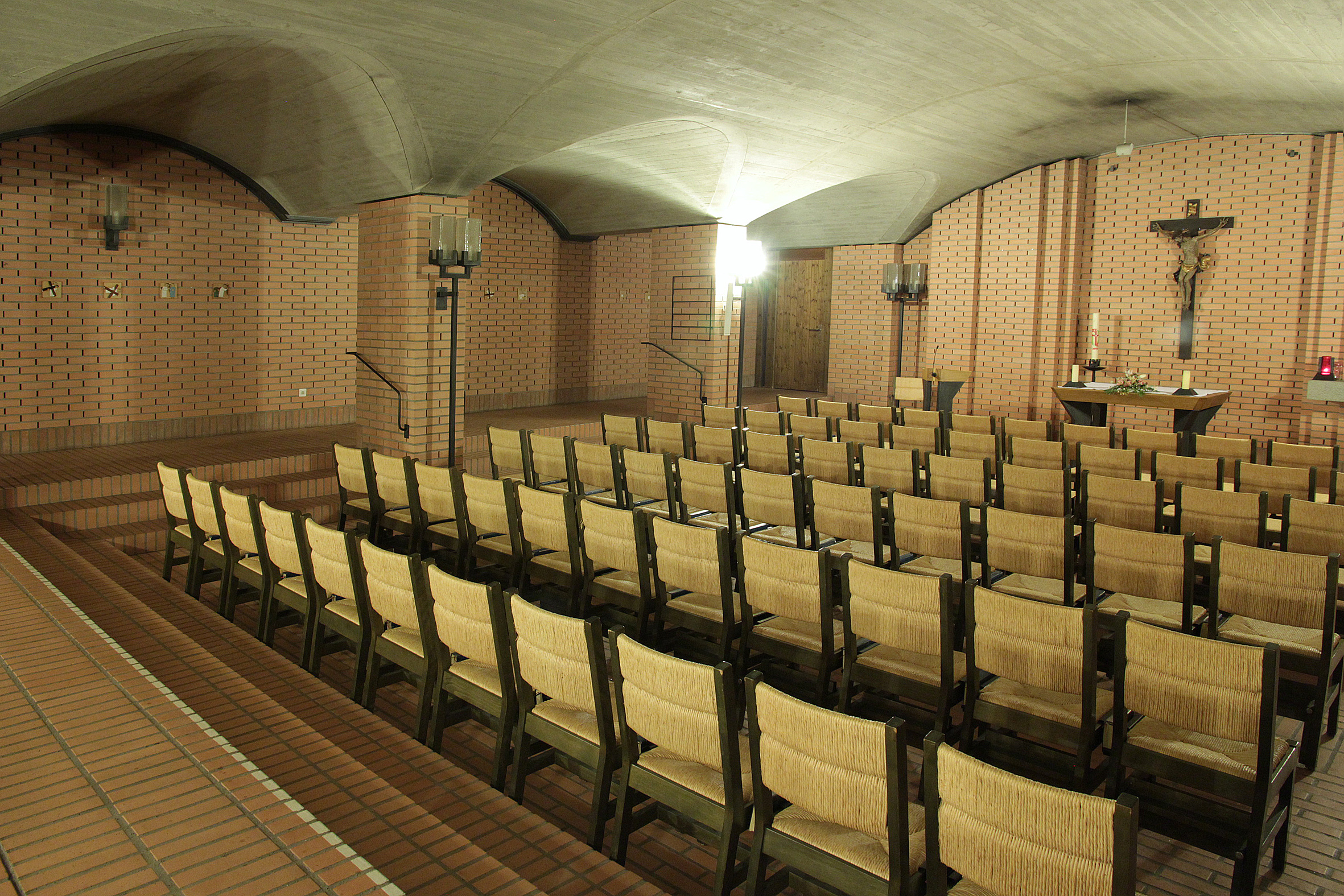
Krypta in der Liebfrauenkirche, Zürich

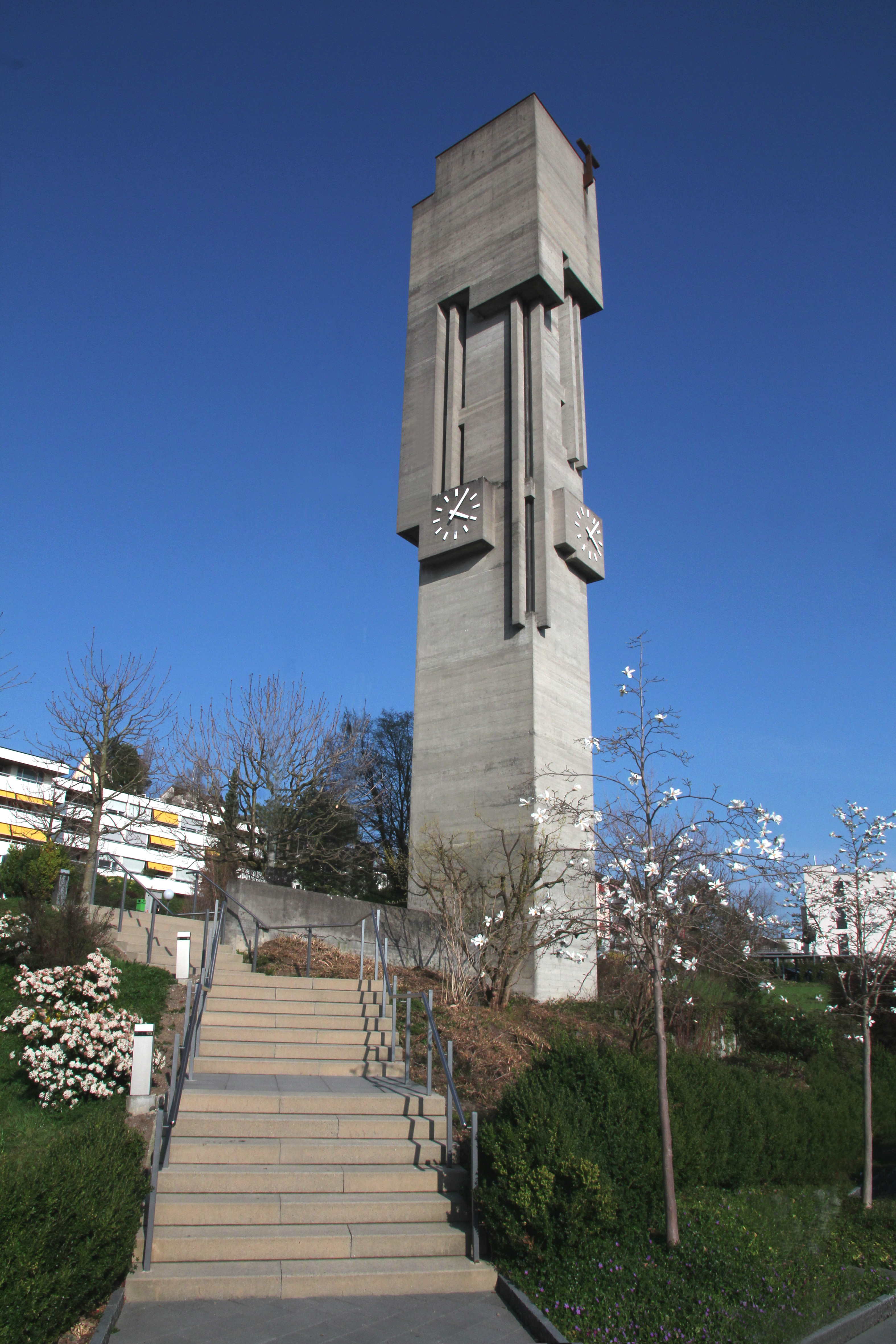
Kirchturm St. Martin, Meilen

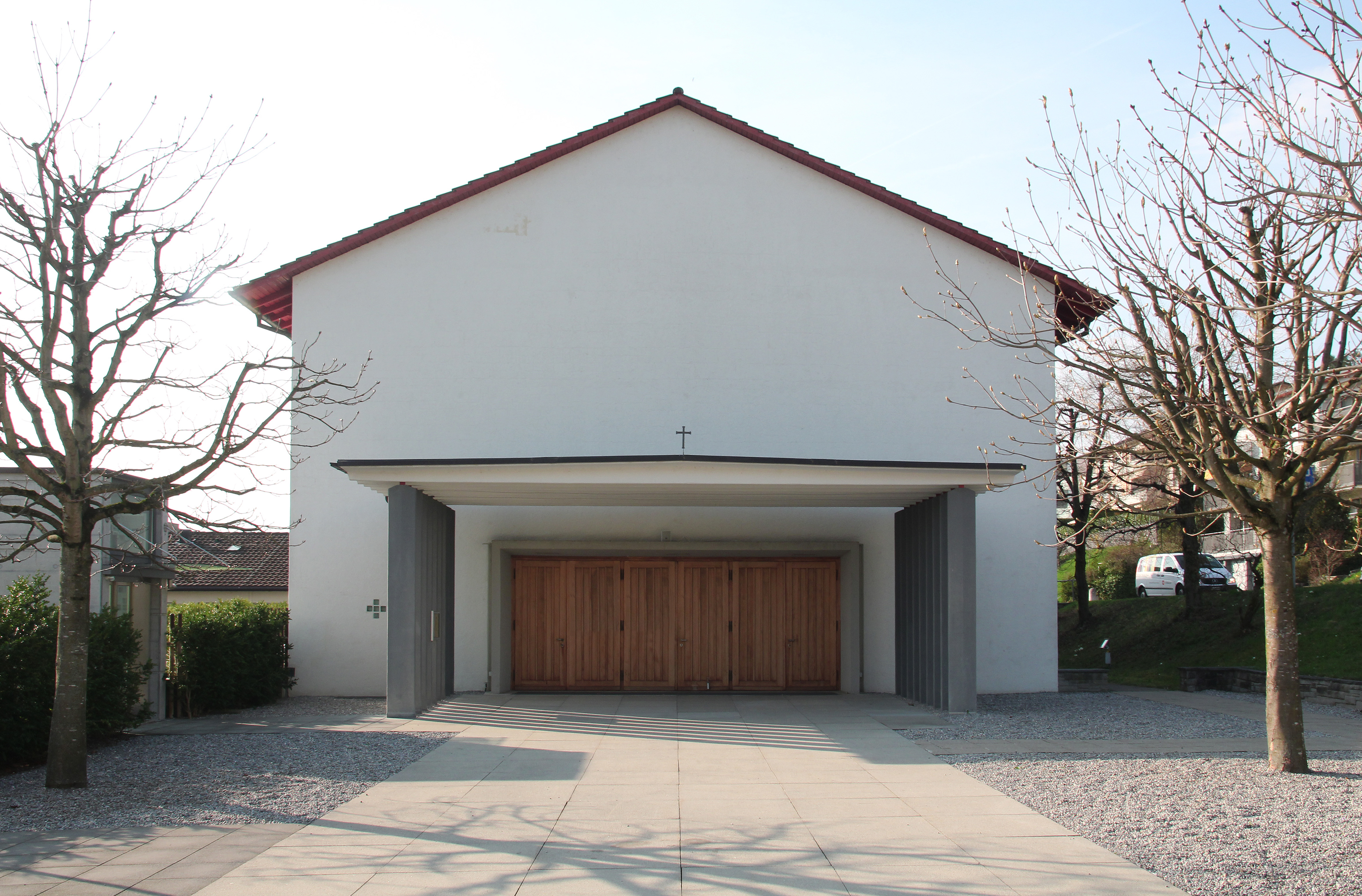
St. Martin, Meilen

- 1943: Stapfenhaus, Köniz, mit Oskar Burri
- 1947–1950: Hotel Metropol, St. Gallen
- 1948–1949: Haus Huber, Riehen
- 1949–1950: Siedlung Frauentalweg, Zürich
- 1950–1951: Haus Senn, Vaduz
- 1950–1951: Katholische Kirche, Meilen
- 1953: Haus Bernath, Thayngen
- 1951–1952: Haus Schuler, Küsnacht
- 1953: Maria Himmelfahrt, Kapelle Schwendi, Weisstannental
- 1953–1954: Riesbacherhof, Apartmenthaus, Zürich
- 1954–1955: Haus Dolderstr., Wohn- und Bürohaus, Zürich
- 1954–1955: Haus Stoffel, Einfamilienhaus, Heerbrugg
- 1954–1955: Hausmann AG, Chemische Fabrik, Bruggen (stark verändert)
- 1954–1975: Kurzentrum Ragaz, Thermalbad- und Hotelplanung, Gesamterneuerung, Bruggen (stark verändert)
- 1955–1956: Ankerhof, Geschäftshaus, Zürich
- 1955–1957: Palazzo Ferrari, Chiasso
- 1955–1956: Eternit Verkaufs-AG, Lagerhaus, Zürich (stark verändert)
- 1955–1957: Schule Hedingen, Neues Schulhaus, Hedingen
- 1956–1957: Kursaal, Heiden
- 1956–1958: Aeroporto di Lugano, Agno (stark verändert)
- 1956–1959: City-Häuser, St. Gallen
- 1957–1959: Missionshaus Bethlehem, Erweiterung, Immensee
- 1959–1960: Ferienhäuser, Walzenhausen
- 1959–1961: Haus Monney, Einfamilienhaus mit Bildhaueratelier, Greifensee
- 1963: 4. Preis Bündner Kantonsschule, Chur[16]
- 1969: Glockenturm von St. Martin, Meilen
- 1963–1981: Erweiterung der Kantonsschule am Burggraben, St. Gallen
- 1963–1981: Kurzentrum Baden, Thermalbad- und Hotelplanung Greifensee
- 1963–1964: Werkjahr-Schulhaus, Zürich-Hardau
- 1967–1969: Franziskushaus, Bildungszentrum, Dulliken
- 1966–1969: Siedlung Jakobsgut, Mehrfamilienhäuser, Zürich
- 1966–1995: Siedlung Benziwil, Grosssiedlung, Emmen
- 1967–1968: Asphof, Wohnanlage, Zürich
- 1967–1969: Konvikt der Bündner Kantonsschule – Internat, Chur mit Ingenieur Edy Toscano[16][17]
- 1968–1969: Bäderklinik, Valens
- 1968–1970: Kantonsschule, Wattwil
- 1968–1970: Stadtspital, Wil
- 1970–1974: Siedlung Hurden, Wohnüberbauung, Pfäffikon
- 1970–1971: Hallenbad Hotel Waldhaus, Sils-Maria
- 1971: Weisshornsattelhütte, Arosa, mit Richard Brosi
- 1972–1974: Kurhotel Heiden, Heiden, mit Heribert Stadlin
- 1978: offenes Thermalschwimmbad "Thermi", im Bad Schinznach

## Schriften (Auswahl)
- Zürich ohne Zukunft? Eine Darstellung der Stadtplanung. Zürich: Artemis, Verlag für Architektur 1968.
- Planen und Bauen moderner Heilbäder. Zürich: Karl Krämer 1975. ISBN 3857743018.